# Kanizsai Dorottya Gimnázium (Szombathely)
A Kanizsai Dorottya Gimnázium Szombathely egyik középiskolája, korábban leánygimnáziuma. 1917-ben alapították. Az iskolában többször folyt 8 osztályos gimnáziumi oktatás is.

## Története
Kiskos István (1874–1945) polgármester javaslatára Szombathely közgyűlése egy leány-középiskola létrehozásáról döntött, amelyhez Jankovich Béla miniszter VKM 71.418/1917. V. számú rendeletével hozzájárult. Már ugyanezen év őszén beindult az oktatás, kezdetben 4 osztályos rendszerben, majd néhány éven belül 8 osztályos rendszerben is. Az első érettségik 1921-ben zajlottak. 1920-tól itt tanított Pável Ágoston (1886. augusztus 28. - 1946. január 2.) nyelvész, néprajzkutató, költő. 1930-ban az iskola elfoglalhatta saját épületét, ekkor még a kereskedelmi középiskolával együtt, amely függetlenné vált, így megszűnt a kereskedelmi tagozata. Az 1927/28-as tanévtől fokozatosan leánylíceummá alakult, az 1935/36-os tanévtől azonban megint gimnázium lett. 1937-től viselte Kanizsai Orsolya nevét. A második világháború alatt az épületet hadikórház foglalta el, így az iskola a premontrei gimnázium, a törvényszék, majd a ferences kultúrház épületében működött.
A háború utáni változások elsőként a személycserékben jelentkeztek, majd 1947-ben ismét 8 osztályos oktatás indult, ám 1952-ben meg is szűnt. 1964/65-től fiúk is tanultak az ekkor már Orsolya testvérének, Kanizsai Dorottyának a nevét viselő iskolában. A következő években új tornatermet kapott a gimnázium. 1991/92-ben ismét beindult a 8 osztályos képzés, amely másfél évtized után immár harmadszor is megszűnt. A 2011/12-es tanévtől angol kéttannyelvű képzést is indít.
Jelenlegi igazgatója Merklin Ferenc.
Kristóf Ágota tiszteletére 2014. március 27-én, a 60 éves érettségi évforduló évében, emléktáblát avattak a gimnázium Aréna utcai homlokzatán.

## Baráti Kör
A Kanizsai Dorottya Gimnázium Baráti Köre 1992. november 14-én jött létre azzal a céllal, hogy összefogja a gimnáziumban illetve jogelődjeiben dolgozó tanárokat és végzett diákokat, hozzájárulva így az iskola hagyományainak ápolásához.
A Baráti Kör nyolc hátrányos helyzetű, ám jó tanulmányi eredményt elért tanulót 10 hónapig havi 4000 forint ösztöndíjban részesít. Ezen kívül támogatja a kiemelkedő tanulmányi eredményt elért tanulókat, az iskola leánykarát, jutalomkirándulásokat szervez. A Baráti Kör adja ki az iskola évkönyvét is.

## Rendezvények
- Gólyabál
- Diáknap és diákigazgató-választás
- Az iskola kórusának karácsonyi hangversenye
- Dorottya-bál

## Híres diákjai
- Kristóf Ágota Kossuth-díjas írónő, aki az 1953–1954-es tanévben érettségizett a IV.B osztály tanulójaként. 2014. március 27-én Puskás Tivadar Szombathely polgármestere és Mentes Vilmos, a Kanizsai Dorottya Gimnázium Baráti Körének elnöke felavatta az írónő emléktábláját, amelyet Szunyogh László készített az írónő érettségijének hatvanadik évfordulója alkalmából.
- Für Anikó (Boross Anikó) színésznő

## Galéria

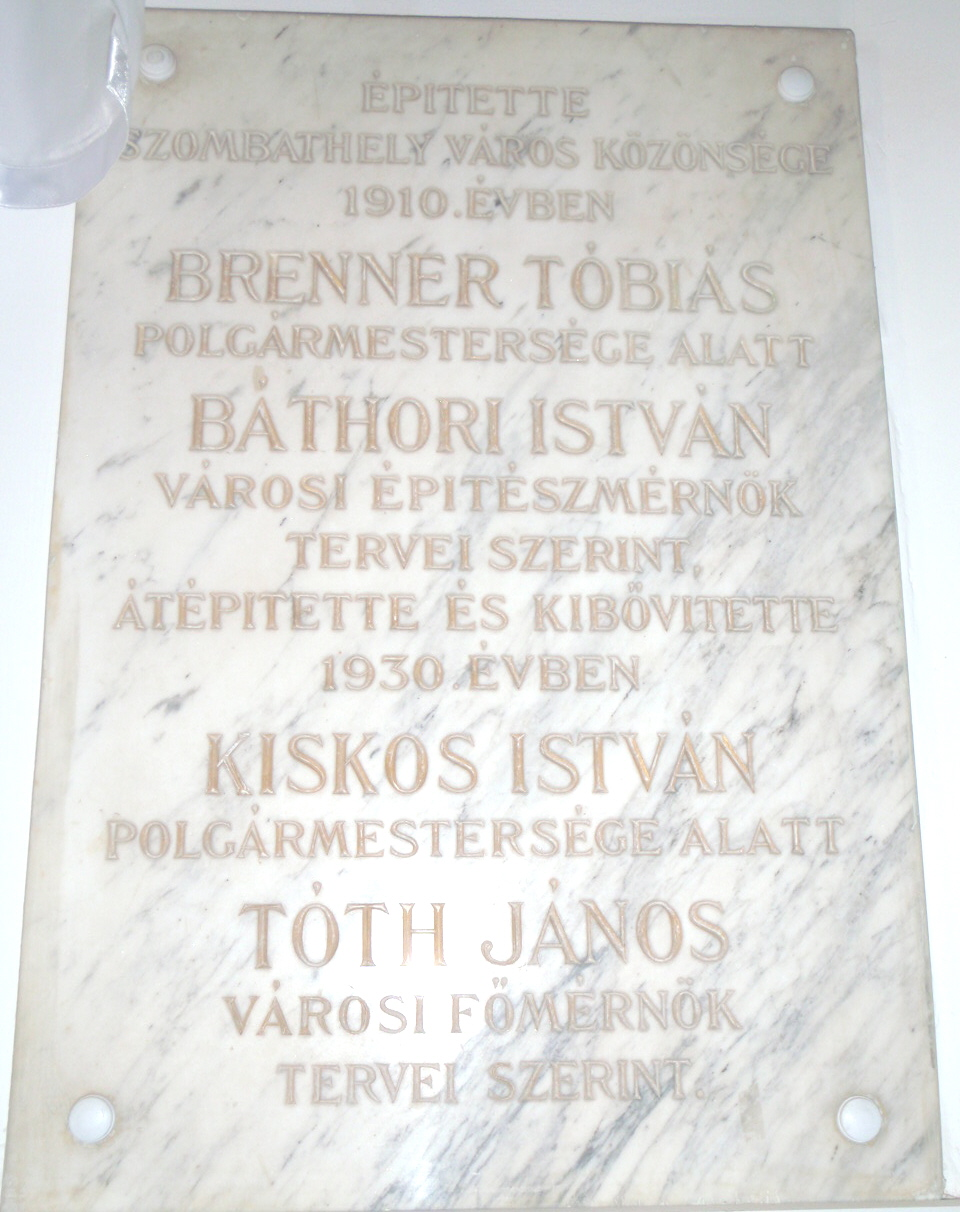
Emléktábla az építőknek a bejárat mellett
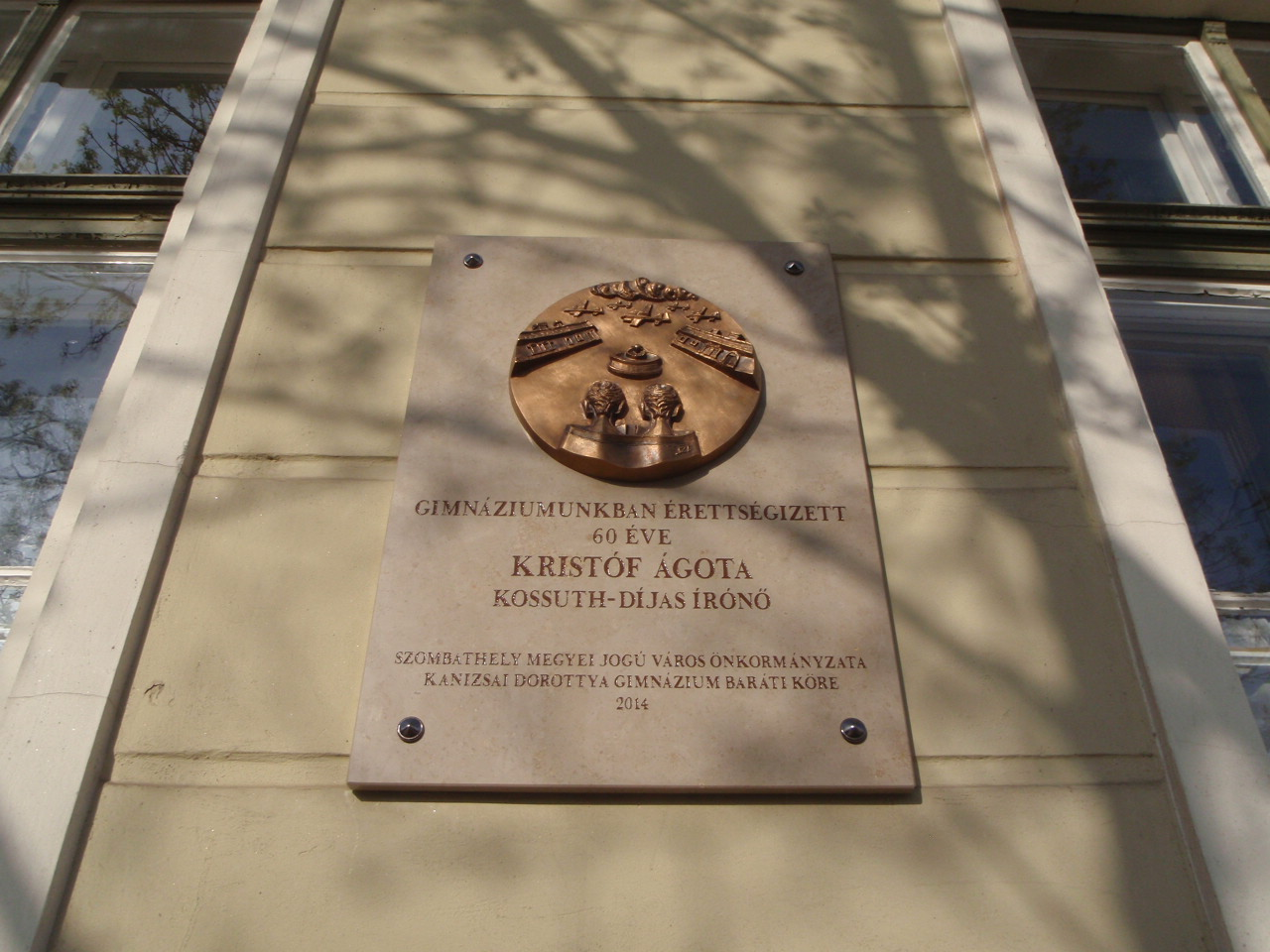
Kanizsai Dorottya Gimnázium falán elhelyezett emléktábla